# (48443) 1990 HY5
1990 إتش واي 5 (ويعرف أيضًا باسم (48443) 1990 إتش واي 5 وفق تسمية الكوكب الصغير) (بالإنجليزية: 1990 HY5)‏ هو كويكب ضمن حزام الكويكبات؛ وترتيبه 48443 من حيث الاكتشاف.
اكتُشف هذا الجُرم الفلكي بواسطة Anna N. Żytkow ‏ في 29 أبريل 1990.

## وصلات خارجية
- (48443) 1990 HY5 في قاعدة بيانات مختبر الدفع النفاث لأجرام النظام الشمسي الصغيرة

- الاكتشاف · مخطط المدار ·  العناصر المدارية · المعلمات المادية

- (48443) 1990 HY5 على موقع ويكي سكاي: DSS2, SDSS, GALEX, IRAS, Hydrogen α, X-Ray, Astrophoto, Sky Map, Articles and images